# Wybory parlamentarne w Południowej Afryce w 2009 roku
Wybory parlamentarne w Republice Południowej Afryki w 2009 roku – odbyły się 22 kwietnia 2009. Uprawnionych do głosowania było ponad 23 miliony obywateli, startowało ponad 9 tys. kandydatów z 26 partii politycznych. Faworytem wyborów był Afrykański Kongres Narodowy. Za nim plasowały się Sojusz Demokratyczny (DA) i Kongres Ludu (COPE).

## Sondaże przedwyborcze
Ostatnie sondaże przed wyborami dawały zwycięstwo Afrykańskiemu Kongresowi Narodowemu (ANC), głosować zamierzało nań 67% wyborców. Notowania pozostałych partii: Alians Demokratyczny (DA) – 13%, Kongres Ludu (Cope) – 11%, zuluska Partia Wolności „Inkatha” (IFP) – 3,5%, Niezależni Demokraci (ID) – 1,5%, Zjednoczony Ruch Demokratyczny – 1%, Afrykańska Partia Chrześcijańsko-Demokratyczna – 1%, afrykanerski Front Wolności Plus (FF+) – 1% poparcia.

## Wyniki wyborów
Ostateczne wyniki – ANC uzyskał 65,9% głosów, opozycyjny Sojusz Demokratyczny (DA) 16,66%, a Kongres Ludu (COPE) – 7,42%.
Frekwencja wyniosła 77,3%.
Afrykański Kongres Narodowy (ANC) nie zdobył jednak większości 2/3 miejsc w parlamencie, potrzebnej do przeprowadzenia zmian w konstytucji.